# La Cosa (serie animata)
La Cosa (in inglese Fred and Barney Meet the Thing) è una serie di cartoni animati vagamente ispirata al personaggio dei fumetti della Marvel Comics. La serie è prodotta da Marvel Studios e Hanna-Barbera ed è stata trasmessa dall'8 settembre al 1º dicembre 1979 sul canale NBC. La serie animata è stata trasmessa in Italia su Italia 1.
Lo show conteneva due segmenti: il primo era Il nuovo Fred e Barney Show con i personaggi de I Flintstones e l'altro incentrato sull'eroe dei fumetti Marvel. Nonostante il titolo originale, traducibile come "Fred e Barney incontrano la Cosa", i tre personaggi non s'incrociavano mai nello show, bensì solo nella sigla iniziale.

## Trama
Un ragazzo di nome Benjy Grimm acquista il potere di trasformarsi in una fortissima creatura di roccia usando un anello magico e recitando le parole rituali "Pietra portentosa divento la Cosa!".
Il suo potere di trasformarsi (con i poteri collegati, nonché il fatto di venire considerato un adulto) era utilizzato dal protagonista per risolvere problemi, aiutare persone in pericolo, arrestare piccoli delinquenti e altre "buone azioni".
Benché il nome del protagonista e il suo aspetto da supereroe siano praticamente identici a quelli del supereroe Ben Grimm, la serie non viene collegata in alcun modo alle vicende dei Fantastici Quattro.
In realtà la spiegazione della trasformazione avveniva nella sigla del cartoon, all'inizio degli episodi. Un professore/scienziato cerca di far tornare la Cosa dei Fantastici Quattro in forma umana o comunque dargli il potere di tornare umano e ritornare ad avere i suoi superpoteri a volontà utilizzando due anelli  di sua invenzione (non magici ma costruiti nel suo laboratorio) che si attivano pronunciando una frase. Ma in realtà gli anelli invece di farlo ritornare Ben Grimm gli danno l'aspetto di un teenager. In quel nuovo aspetto Ben Grimm decide di prendere una nuova identità col nome di Benji Grimm.
La trasformazione avviene pronunciando la frase "Pietra portentosa divento la Cosa", mentre per tornare umano la frase è "Pietra portentosa ridivento Benji".

## Episodi
| n° | Titolo originale                                                             | Titolo italiano                             | Prima TV USA      |
| -- | ---------------------------------------------------------------------------- | ------------------------------------------- | ----------------- |
| 1  | The Picnic Panic / Bigfoot Meets The Thing                                   |                                             | 22 settembre 1979 |
| 2  | Junkyard Hijinks / Gone Away Gulch                                           |                                             | 29 settembre 1979 |
| 3  | Circus Stampede / The Thing and the Queen                                    | Fuggi fuggi nel circo / La Cosa e la regina | 6 ottobre 1979    |
| 4  | Carnival Caper / The Thing Blanks Out                                        |                                             | 13 ottobre 1979   |
| 5  | The Thing Meets the Clunk / Beach Party Crashers                             |                                             | 20 ottobre 1979   |
| 6  | Decepto the Great / The Thing's the Play                                     |                                             | 27 ottobre 1979   |
| 7  | Double Trouble For The Thing / To Thing or Not To Thing                      |                                             | 3 novembre 1979   |
| 8  | The Big Bike Race / The Thing and the Treasure Hunt                          |                                             | 10 novembre 1979  |
| 9  | Out to Launch / The Day the Ring Didn't do a Thing                           |                                             | 17 novembre 1979  |
| 10 | A Hot Air Affair at the Fair / The Thing Goes to the Dogs                    |                                             | 24 novembre 1979  |
| 11 | The Thing Goes Camping / Dude Ranch Rodeo                                    |                                             | 1º dicembre 1979  |
| 12 | Photo Finish / Lights, Action, Thing!                                        |                                             | 8 dicembre 1979   |
| 13 | The Thing and the Captain's Ghost / The Thing and the Absent-Minded Inventor |                                             | 15 dicembre 1979  |